# Juan Ángel Sánchez
Juan Ángel Sánchez (Tudela, siglo XVIII - ¿?, siglo XIX) fue un compositor y maestro de capilla español.

## Vida
Se dispone de escasa información sobre los primeros años de vida de Juan Ángel Sánchez. Se sabe que nació en Tudela, Navarra, ciudad a la que permaneció vinculado a lo largo de su vida y cuyas festividades visitaba con regularidad.
Las primeras referencias documentadas sobre el maestro Juan Ángel Sánchez datan de 1814, tras la partida de Antonio Ibáñez Telinga de Borja a Zaragoza para asumir el magisterio de la Basílica del Pilar. La vacante dejada en la Colegiata de Borja fue objeto de oposición, proceso en el que Sánchez resultó seleccionado. Durante las pruebas, Sánchez compitió con Francisco Español, organista de la iglesia de San Pedro de Teruel. El certamen comenzó el 30 de agosto en el Convento de la Concepción de Borja, dado que el órgano de la Colegiata se encontraba fuera de servicio. En la primera prueba, dedicada al órgano, Sánchez destacó sobre su rival al ejecutar un ejercicio bien estructurado y con una modulación precisa. En la segunda prueba, de composición, su obra fue valorada como «hecha con naturalidad y buen gusto». Finalmente, en la prueba de órgano español , volvió a superar a su contrincante, recibiendo comentarios favorables por su estilo refinado, aunque con la observación de que aún le faltaba mayor soltura y dominio del teclado.
Juan Ángel Sánchez obtuvo el magisterio de la Colegiata de Borja el 9 de septiembre de 1814. Dos años después, en 1816, se presentó sin éxito a las oposiciones para el magisterio de la Catedral de Pamplona, vacante desde el fallecimiento del maestro Francisco de la Huerta y ocupada interinamente por Julián Prieto. El 1 de marzo de 1817 presentó su renuncia en Borja por «circunstancias especiales», aunque posteriormente fue reinstaurado en su puesto. En agosto de ese mismo año, intentó obtener el magisterio de La Seo de Zaragoza, enfrentándose sin éxito a Ramón Palacio. En 1819 solicitó permiso para ordenarse sacerdote en Zaragoza y, en 1821, pidió autorización para trasladar el piano de la iglesia a su domicilio con el fin de preparar la música para la festividad de la Inmaculada Concepción. El 18 de julio de 1823 se tuvo noticia de su detención y encarcelamiento en la prisión pública, aunque no se han conservado registros sobre las causas del arresto. Seis días después, el cabildo de Borja lo destituyó de su cargo, tras lo cual abandonó la ciudad.
En enero de 1825, el cabildo de la Colegiata de Santa María la Mayor de Calatayud examinó «los informes pedidos a Soria y Zaragoza sobre la conducta moral y pública de don Ángel Sánchez, pretendiente al magisterio de capilla». Tras la evaluación de dichos informes, fue nombrado organista y maestro de capilla de la Colegiata.
Durante la estancia de Juan Ángel Sánchez en Calatayud, la capilla de música de la Colegiata atravesó significativas dificultades económicas. Para paliar esta situación, se le concedió en varias ocasiones permiso para que la capilla pudiera ofrecer actuaciones en localidades cercanas, lo que proporcionaba ingresos adicionales tanto para los músicos como para el maestro. El 12 de septiembre de 1825, Sánchez aspiró al magisterio de la Catedral de Segovia, argumentando «lo muy sensible que le sería tener que trasladarse a otra parte por la escasa renta y mucho trabajo que lleva el magisterio». La plaza, al parecer, había quedado vacante tras la marcha de Escolástico Facundo Calvo, pero su candidatura no tuvo éxito, ya que el puesto fue finalmente otorgado a Manuel Laguía.
En algún momento el maestro presentó al cabildo la propuesta de que se le asignaran las rentas correspondientes a un contralto jubilado una vez que el puesto quedara vacante por defunción. La corporación accedió a la petición, aunque con la condición de que, una vez verificada la vacante, las rentas pasaran al maestro, pero no al magisterio. El 3 de octubre se le dio «licencia para pasar a Zaragoza con el objeto de traer los responsorios del maestro García», habiendo ofrecido «no estar más que el tiempo necesario y dejando entretanto un sustituto.» Cuatro años más tarde, el 30 de septiembre de 1829, solicitó nuevamente licencia, en esta ocasión para trasladarse a Madrid. En su petición, argumentaba que el viaje a la corte resultaría beneficioso para el progreso de su carrera profesional y solicitaba el permiso correspondiente, comprometiéndose a dejar a un discípulo suyo encargado de sus funciones en su ausencia.
No se registran indicios de desavenencias entre el cabildo y el maestro. No obstante, en mayo de 1826 se le instó a no limitarse exclusivamente al uso de la trompetería y a diversificar los registros del órgano, lo que sugiere que su destreza como compositor superaba a la de organista. Las últimas referencias documentadas sobre la presencia del maestro en Calatayud datan de 1843, cuando se confirma que aún desempeñaba los cargos de organista y maestro de capilla. La mención final en los registros se encuentra en junio de 1845.
El maestro Sánchez es mencionado por Baltasar Saldoni, que señala que en 1850 ocupaba el cargo de maestro de capilla en la Colegiata de Valladolid. A partir de esa fecha, no se dispone de información adicional sobre su trayectoria.

## Obra
Su obra seguía sin haber sido estudiada en profundidad en 2001, pero el musicólogo Antonio Ezquerro Esteban señala que el uso del registro de la trompetería era un recurso muy de moda en la época.
En Borja se conservan siete motetes para después de la epístola, uno para cada día de la semana de la octava de la Virgen, cantándose el octavo día como el primero. En Zaragoza se se conserva en el Archivo de Música de las catedrales un villancico escrito en estilo operístico, Cantemos al Señor que en la llanura. En total se conservan cuatro misas, unas completas, dos antífonas, dos himnos, nueve motetes, dos responsorios, tres salmos, además de dos otras obras en latín y cinco en castellano, todas ellas de carácter religioso.
Su obra ha sido publicada en «Siete motetes para después de la epístola, para la octava a la Virgen» en Obras de los maestros de capilla de música de la colegial de Borja (Zaragoza) en los siglos XVII-XIX de E. Jiménez Aznar (1988 ed.).